# Dinastia Shishunaga

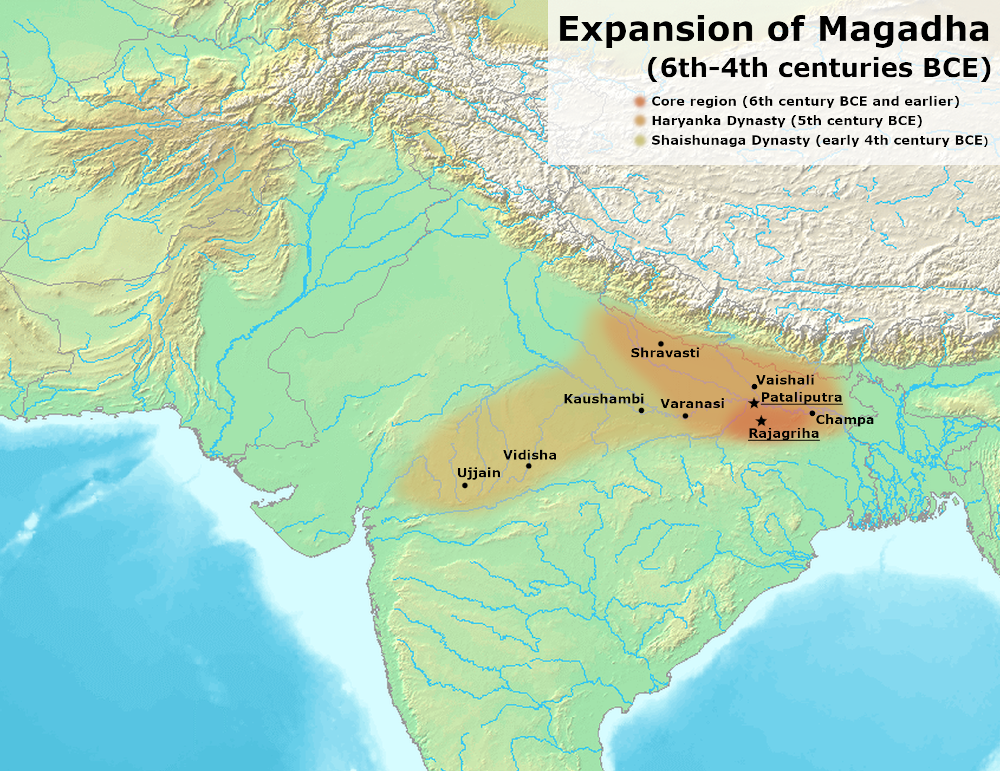
Regno di Magadha sotto la dinastia Shishunaga

I Shishunaga (o Sisunaka o Saisunaga) furono una famiglia reale indiana che regnò sul Regno Magadha a partire dal 413 a.C..
Si estinse con l'assassinio dell'ultimo sovrano ad opera di Mahapadma Nanda, fondatore della dinastia Nanda.

## Storia della dinastia
Il fondatore della dinastia Shishunaga fu un amatya, ovvero un ministro al servizio della dinastia Haryanka, che venne detronizzata da una rivolta popolare a causa dell'alto tasso di criminalità e corruzione che imperversava a corte e nel regno stesso. Fu così che dopo aver deposto Nagadasaka, ultimo sovrano della dinastia Haryanka, Shishunaga venne eletto re dal popolo stesso. Asceso al trono intorno al 413 a.C. Shishunaga si dimostrò un abile sovrano ed espanse il territorio del regno di Magadha sconfiggendo il regno vicino di Vatsa.